# UK Open (dart)
UK Open – rankingowy, telewizyjny turniej darterski organizowany przez federację PDC od 2003 roku należącego do grupy turniejów w randze Major. Turniej nosi przydomek „FA Cup of Darts” (pol. Puchar Anglii Darta), ponieważ jest jedynym turniejem w całym kalendarzu darterskim, podczas którego nie ma rozstawionych zawodników, a drabinka każdej rundy jest losowana oddzielnie. Aktualnym mistrzem turnieju jest Anglik Luke Littler, który w 2025 roku pokonał w finale Anglika James Wade'a 11–2.

## Historia
Turniej po raz pierwszy odbył się w czerwcu 2003 roku na Reebok Stadium w angielskim Boltonie. Pierwszym mistrzem został Anglik Phil Taylor pokonując swojego rodak Shayne’a Burgessa 18–8. Taylor jest również rekordzistą w liczbie zdobytych tytułów UK Open, ma ich łącznie pięć. Oprócz triumfu w 2003 roku, wygrywał również edycję w latach 2005, 2009, 2010 i 2013. Turniej rozgrywany w Boltonie wygrywali również Holendrzy Ronald Scholten w roku 2004 i Raymond van Barneveld w latach 2006 i 2007, Anglik James Wade w latach 2008 i 2011 oraz Szkot Robert Thornton w roku 2012.
W 2014 roku doszło do kilka zmian w turnieju. Po pierwsze został on przeniesiony w kalendarzu na marzec oraz otrzymał nową lokalizację, którą został wakacyjny kurort Minehead i tamtejszy resort Butlin. W nowej lokalizacji turniej wygrywali Anglicy Adrian Lewis w roku 2014 i Nathan Aspianll w roku 2019, Holender Michael van Gerwen w latach 2015, 2016 oraz 2020, Szkoci Peter Wright w roku 2017 i Gary Anderson w roku 2018.
Podczas UK Open dziesięciokrotnie rzucono dziewiątą lotkę. Najczęściej udało się to Anglikowi Philowi Taylorowi, który dokonał tego czterokrotnie. Holender Michael van Gerwen dokonał tego dwukrtonie. Oprócz nich dokonali tego Anglicy Mervyn King oraz Wes Newton, Szkot Gary Anderson oraz Walijczyk Jonny Clayton.
Do tej pory w turnieju wystąpiło trzech Polaków Krzysztof Ratajski, Tytus Kanik oraz Krzysztof Kciuk. Najlepszy wynik osiągnął Ratajski dochodząc dwukrotnie do 1/8 finału w latach 2018 oraz 2019.
W roku 2018 turniej został rozegrany bez udziału publiczności z powodu niebezpieczeństwa związanego z szalejącym na Wyspach sztormem Emma.

## Format

### Rok 2003
- W rundzie preeliminacyjnej wystąpiło 6 zawodników, w 1. rundzie do gry przystąpiło 61 nowych zawodników, natomiast w 2. i 3. rundzie po 32 nowych zawodników.
- Runda preeliminacyjna oraz pierwsze trzy rozgrywane są do 5 wygranych legów, 4. runda do 8 wygranych legów, 5. runda do 9 wygranych legów, ćwierćfinały do 10 wygranych legów, półfinały do 11 wygranych legów, natomiast finał do 18 wygranych legów.

### Rok 2004
- W rundzie preeliminacyjnej wystąpiło 2 zawodników, w 1. rundzie do gry przystąpiło 63 nowych zawodników, natomiast w 2. i 3. rundzie po 32 nowych zawodników.
- Runda preeliminacyjna oraz pierwsze dwie rozgrywane są do 5 wygranych legów, następne rundy do półfinałów włącznie do 8 wygranych legów, natomiast finał do 11 wygranych legów.

### Rok 2005
- W rundzie preeliminacyjnej wystąpiło 30 zawodników, w 1. rundzie do gry przystąpiło 49 nowych zawodników, natomiast w 2., 3. i 4. rundzie po 32 nowych zawodników.
- Runda preeliminacyjna oraz pierwsze dwie rozgrywane są do 4 wygranych legów, 3. runda do 5 wygranych legów, 4. runda do 8 wygranych legów, następne rundy do półfinałów włącznie do 11 wygranych legów, natomiast finał do 13 wygranych legów.

### Rok 2006
- Do turnieju zakwalifikowało się 101 najlepszych zawodników z rankingu PDC UK Open Qualifiers Order of Merit w skład, którego wchodziło 8 turniejów eliminacyjnych oraz zawodnicy z regionalnych kwalifikacji rozgrywanych na terenie Wielkiej Brytanii.
- W rundzie preeliminacyjnej i pierwszej turnieju rozpoczynają grę zawodnicy z regionalnych eliminacji oraz 37 najsłabszych zawodników z eliminacji UK Open, w 2. rundzie dołączają zawodnicy z elimnacji UK Open z miejsc poniżej 32-go, a w 3. rundzie najlepsza 32-ka.
- Runda preeliminacyjna oraz pierwsza rozgrywana jest do 6 wygranych legów, 2. i 3. runda do 8 wygranych legów, następne rundy do półfinałów włącznie do 11 wygranych legów, natomiast finał do 13 wygranych legów.

### Rok 2007
- W rundzie preemilinacyjnej wystąpili zawodnicy z regionalnych kwalifikacji rozgrywanych na terenie Wielkiej Brytanii oraz 31 zawodników z rankingu PDC UK Open Qualifiers Order of Merit, który mieli na koncie 50 lub 75£, w 1. rundzie dołączają zawodnicy z elimnacji UK Open z miejsc 97-113, w 2. rundzie z miejsc 65-96, w 3. rundzie z miejsc 33-64, a w 4. rundzie najlepsza 32-ka.
- Runda preeliminacyjna oraz pierwsze trzy rozgrywane są do 8 wygranych legów, następne rundy do półfinałów włącznie do 11 wygranych legów, natomiast finał do 16 wygranych legów.

### Lata 2008–2012
- Do turnieju zakwalifikowało się minimum 96 najlepszych zawodników z rankingu PDC UK Open Qualifiers Order of Merit w skład, którego wchodziło 8 turniejów eliminacyjnych oraz zawodnicy z regionalnych kwalifikacji rozgrywanych na terenie Wielkiej Brytanii.
- W rundzie preeliminacyjnej turnieju rozpoczynają grę zawodnicy z regionalnych eliminacji oraz odpowiednia liczba najsłabszych zawodników z eliminacji UK Open, w 1. rundzie dołączają zawodnicy z elimnacji UK Open z miejsc poniżej 64-go, w 2. rundzie z miejsc 33-64, a w 3. rundzie najlepsza 32-ka. (Wyjątkiem był rok 2011, kiedy to w 1. rundzie rozpoczynali grę zawodnicy poniżej 32 miejsca, a w 2. rundzie żaden.)
- Runda preeliminacyjna oraz pierwsze dwie rozgrywane są do 4 wygranych legów (w latach 2008–2010 do 6 wygranych), następne rundy do piątej włącznie rozgrywane są do 9 wygranych legów, ćwierćfinały oraz półfinały rozgrywane są do 10 wygranych legów, natomiast finał do 11 wygranych legów.

### Lata 2013–2015
- Do turnieju zakwalifikowało się minimum 96 najlepszych zawodników z rankingu PDC UK Open Qualifiers Order of Merit w skład, którego wchodziło 6 turniejów eliminacyjnych (w roku 2013 osiem) oraz 32 zawodników z regionalnych kwalifikacji rozgrywanych na terenie Wielkiej Brytanii.
- W rundzie preeliminacyjnej turnieju rozpoczynają grę zawodnicy z regionalnych eliminacji oraz odpowiednia liczba najsłabszych zawodników z eliminacji UK Open, w 1. rundzie dołączają zawodnicy z elimnacji UK Open z miejsc poniżej 64-go, w 2. rundzie z miejsc 33-64, a w 3. rundzie najlepsza 32-ka.
- Runda preeliminacyjna oraz pierwsze dwie rozgrywane są do 5 wygranych legów, następne rundy do piątej włącznie rozgrywane są do 9 wygranych legów, ćwierćfinały oraz półfinały rozgrywane są do 10 wygranych legów, natomiast finał do 11 wygranych legów.

### Lata 2016–2018
- Do turnieju zakwalifikowało się 96 najlepszych zawodników z rankingu PDC UK Open Qualifiers Order of Merit w skład, którego wchodziło 6 turniejów eliminacyjnych oraz 32 zawodników z regionalnych kwalifikacji rozgrywanych w sieci barów Riley na terenie Wielkiej Brytanii.
- W 1. rundzie turnieju rozpoczynają grę zawodnicy z eliminacji w barach Riley oraz 32 najsłabszych zawodników z eliminacji UK Open, w 2. rundzie dołączają zawodnicy z elimnacji UK Open z miejsc 33-64, a w 3. rundzie najlepsza 32-ka.
- Pierwsze dwie rundy rozgrywane są do 6 wygranych legów, następne rundy do ćwierćfinałów włącznie rozgrywane są do 10 wygranych legów (w roku 2016 nie licząc ćwierćfinałów rozgrywane były do 9 wygranych legów), natomiast półfinały i finał do 11 wygranych legów (w roku 2016 półfinały rozgrywane były do 10 wygranych legów).

### Lata 2019–2022
- Do turnieju zakwalifikowało się wszystkich 128 aktualnych posiadaczy karty PDC Pro Tour, po 8 zawodników z PDC Challenge Tour oraz PDC Development Tour (w 2019 roku cała 16-stka pochodziła z PDC Challenge Tour) oraz 16 zawodników z regionalnych kwalifikacji rozgrywanych w sieci barów Riley na terenie Wielkiej Brytanii.
- W 1. rundzie turnieju rozpoczynają grę zawodnicy bez karty PDC Pro Tour oraz 32 najsłabszych jej posiadaczy na podstawie PDC Order of Merit, w 2. rundzie dołączają posiadacze karty PDC Pro Tour z rankingowych miejsce 65-96, w 3. rundzie z miejsc 33-64, a w 4. rundzie najlepsza 32-ka.
- Pierwsze trzy rundy rozgrywane są do 6 wygranych legów, następne rundy do ćwierćfinałów włącznie rozgrywane są do 10 wygranych legów, natomiast półfinały i finał do 11 wygranych legów.

### Lata 2023
- Do turnieju zakwalifikowało się 160 aktualnych posiadaczy karty PDC Pro Tour, po 8 zawodników z PDC Challenge Tour oraz PDC Development Tour oraz 16 zawodników z regionalnych kwalifikacji rozgrywanych w sieci barów Riley na terenie Wielkiej Brytanii.
- W 1. rundzie turnieju rozpoczynają grę zawodnicy bez karty PDC Pro Tour oraz 32 najsłabszych jej posiadaczy na podstawie PDC Order of Merit, w 2. rundzie dołączają posiadacze karty PDC Pro Tour z rankingowych miejsce 65-96, w 3. rundzie z miejsc 33-64, a w 4. rundzie najlepsza 32-ka.
- Pierwsze trzy rundy rozgrywane są do 6 wygranych legów, następne rundy do ćwierćfinałów włącznie rozgrywane są do 10 wygranych legów, natomiast półfinały i finał do 11 wygranych legów.

## Lista finałów
| Rok  | Mistrz (średnia w finale)     | Wynik | Finalista (średnia w finale)  | Pula nagród (£) | Pula nagród (£) | Pula nagród (£) | Sponsor     | Hala                          |
| Rok  | Mistrz (średnia w finale)     | Wynik | Finalista (średnia w finale)  | Całość          | Mistrz          | Finalista       | Sponsor     | Hala                          |
| ---- | ----------------------------- | ----- | ----------------------------- | --------------- | --------------- | --------------- | ----------- | ----------------------------- |
| 2003 | Phil Taylor (98.03)           | 18–8  | Shayne Burgess (91.36)        | 124 000         | 30 000          | 15 000          | Sky Bet     | Reebok Stadium, Bolton        |
| 2004 | Roland Scholten (89.49)       | 11–6  | John Part (85.98)             | 124 000         | 30 000          | 15 000          | Budweiser   | Reebok Stadium, Bolton        |
| 2005 | Phil Taylor (96.80)           | 13–7  | Mark Walsh (84.52)            | 124 000         | 30 000          | 15 000          | Budweiser   | Reebok Stadium, Bolton        |
| 2006 | Raymond van Barneveld (91.51) | 13–7  | Barrie Bates (82.98)          | 124 000         | 30 000          | 15 000          | Budweiser   | Reebok Stadium, Bolton        |
| 2007 | Raymond van Barneveld (94.99) | 16–8  | Vincent van der Voort (88.76) | 150 000         | 30 000          | 15 000          | Blue Square | Reebok Stadium, Bolton        |
| 2008 | James Wade (94.65)            | 11–7  | Gary Mawson (87.33)           | 178 000         | 35 000          | 15 000          | Blue Square | Reebok Stadium, Bolton        |
| 2009 | Phil Taylor (100.81)          | 11–6  | Colin Osborne (93.24)         | 200 000         | 40 000          | 20 000          | Blue Square | Reebok Stadium, Bolton        |
| 2010 | Phil Taylor (97.71)           | 11–5  | Gary Anderson (92.41)         | 200 000         | 40 000          | 20 000          |             | Reebok Stadium, Bolton        |
| 2011 | James Wade (96.25)            | 11–8  | Wes Newton (88.51)            | 200 000         | 40 000          | 20 000          | Speedy Hire | Reebok Stadium, Bolton        |
| 2012 | Robert Thornton (95.44)       | 11–5  | Phil Taylor (98.58)           | 200 000         | 40 000          | 20 000          | Speedy Hire | Reebok Stadium, Bolton        |
| 2013 | Phil Taylor (107.04)          | 11–4  | Andy Hamilton (97.95)         | 200 000         | 40 000          | 20 000          | Speedy Hire | Reebok Stadium, Bolton        |
| 2014 | Adrian Lewis (109.13)         | 11–1  | Terry Jenkins (93.15)         | 250 000         | 50 000          | 25 000          | Coral       | Butlin’s Resort, Minehead     |
| 2015 | Michael van Gerwen (98.43)    | 11–5  | Peter Wright (99.33)          | 300 000         | 60 000          | 30 000          | Coral       | Butlin’s Resort, Minehead     |
| 2016 | Michael van Gerwen (106.68)   | 11–4  | Peter Wright (98.33)          | 300 000         | 60 000          | 30 000          | Coral       | Butlin’s Resort, Minehead     |
| 2017 | Peter Wright (100.55)         | 11–6  | Gerwyn Price (97.78)          | 350 000         | 70 000          | 35 000          | Coral       | Butlin’s Resort, Minehead     |
| 2018 | Gary Anderson (95.71)         | 11–7  | Corey Cadby (99.78)           | 350 000         | 70 000          | 35 000          | Coral       | Butlin’s Resort, Minehead     |
| 2019 | Nathan Aspinall (88.72)       | 11–5  | Rob Cross (84.79)             | 450 000         | 100 000         | 40 000          | Ladbrokes   | Butlin’s Resort, Minehead     |
| 2020 | Michael van Gerwen (101.42)   | 11–9  | Gerwyn Price (99.16)          | 450 000         | 100 000         | 40 000          | Ladbrokes   | Butlin’s Resort, Minehead     |
| 2021 | James Wade (102.51)           | 11–5  | Luke Humphries (97.95)        | 450 000         | 100 000         | 40 000          | Ladbrokes   | Marshall Arena, Milton Keynes |
| 2022 | Danny Noppert (84.82)         | 11–10 | Michael Smith (90.33)         | 450 000         | 100 000         | 40 000          | Cazoo       | Butlin’s Resort, Minehead     |
| 2023 | Andrew Gilding (95.46)        | 11–10 | Michael van Gerwen (96.74)    | 600 000         | 110 000         | 50 000          | Cazoo       | Butlin’s Resort, Minehead     |
| 2024 | Dimitri Van den Bergh (95.18) | 11–10 | Luke Humphries (96.07)        | 600 000         | 110 000         | 50 000          | Ladbrokes   | Butlin’s Resort, Minehead     |
| 2025 | Luke Littler (101.51)         | 11–2  | James Wade (88.06)            | 600 000         | 110 000         | 50 000          | Ladbrokes   | Butlin’s Resort, Minehead     |

## Statystyki

### Finaliści
| Miejsce | Zawodnik              | Kraj      | Zwycięstw | Przegranych | Finałów | Występów |
| ------- | --------------------- | --------- | --------- | ----------- | ------- | -------- |
| 1.      | Phil Taylor           | Anglia    | 5         | 1           | 6       | 14       |
| 2.      | Michael van Gerwen    | Holandia  | 3         | 1           | 4       | 18       |
| 2.      | James Wade            | Anglia    | 3         | 1           | 4       | 23       |
| 4.      | Raymond van Barneveld | Holandia  | 2         | 0           | 2       | 18       |
| 5.      | Peter Wright          | Szkocja   | 1         | 2           | 3       | 18       |
| 6.      | Gary Anderson         | Szkocja   | 1         | 1           | 2       | 17       |
| 7.      | Luke Littler          | Anglia    | 1         | 0           | 1       | 3        |
| 7.      | Nathan Aspinall       | Anglia    | 1         | 0           | 1       | 10       |
| 7.      | Dimitri Van den Bergh | Belgia    | 1         | 0           | 1       | 9        |
| 7.      | Andrew Gilding        | Anglia    | 1         | 0           | 1       | 12       |
| 7.      | Adrian Lewis          | Anglia    | 1         | 0           | 1       | 20       |
| 7.      | Danny Noppert         | Holandia  | 1         | 0           | 1       | 8        |
| 7.      | Roland Scholten       | Holandia  | 1         | 0           | 1       | 11       |
| 7.      | Robert Thornton       | Szkocja   | 1         | 0           | 1       | 13       |
| 15.     | Luke Humphries        | Anglia    | 0         | 2           | 2       | 8        |
| 15.     | Gerwyn Price          | Walia     | 0         | 2           | 2       | 12       |
| 17.     | Barrie Bates          | Walia     | 0         | 1           | 1       | 12       |
| 17.     | Shayne Burgess        | Anglia    | 0         | 1           | 1       | 4        |
| 17.     | Corey Cadby           | Australia | 0         | 1           | 1       | 1        |
| 17.     | Rob Cross             | Anglia    | 0         | 1           | 1       | 10       |
| 17.     | Andy Hamilton         | Anglia    | 0         | 1           | 1       | 16       |
| 17.     | Terry Jenkins         | Anglia    | 0         | 1           | 1       | 16       |
| 17.     | Gary Mawson           | USA       | 0         | 1           | 1       | 3        |
| 17.     | Wes Newton            | Anglia    | 0         | 1           | 1       | 14       |
| 17.     | Colin Osborne         | Anglia    | 0         | 1           | 1       | 9        |
| 17.     | John Part             | Kanada    | 0         | 1           | 1       | 14       |
| 17.     | Michael Smith         | Anglia    | 0         | 1           | 1       | 17       |
| 17.     | Vincent van der Voort | Holandia  | 0         | 1           | 1       | 17       |
| 17.     | Mark Walsh            | Anglia    | 0         | 1           | 1       | 13       |

### Pochodzenie mistrzów
| Państwo  | Zawodników | Mistrzostw | Pierwszy tytuł | Ostatni tytuł |
| -------- | ---------- | ---------- | -------------- | ------------- |
| Anglia   | 6          | 12         | 2003           | 2025          |
| Holandia | 4          | 7          | 2004           | 2022          |
| Szkocja  | 3          | 3          | 2012           | 2018          |
| Belgia   | 1          | 1          | 2024           | 2024          |

### Dziewiąte lotki
| Zawodnik           | Runda i rok   | Metoda        | Metoda             | Metoda              | Rywal              | Wynik |
| Zawodnik           | Runda i rok   | 1 kolejka     | 2 kolejka          | 3 kolejka           | Rywal              | Wynik |
| ------------------ | ------------- | ------------- | ------------------ | ------------------- | ------------------ | ----- |
| Phil Taylor        | 4. runda 2004 | 3 x T20 (180) | 3 x T20 (180)      | T20, T19, D12 (141) | Matt Chapman       | 8–2   |
| Phil Taylor        | Półfinał 2005 | 3 x T20 (180) | 3 x T20 (180)      | T20, T19, D12 (141) | Roland Scholten    | 11–6  |
| Phil Taylor        | 5. runda 2007 | 3 x T20 (180) | 3 x T20 (180)      | T20, T19, D12 (141) | Wes Newton         | 11–5  |
| Phil Taylor        | 4. runda 2008 | 3 x T20 (180) | 2 x T20, T19 (177) | 2 x T20, D12 (144)  | Jamie Harvey       | 9–1   |
| Mervyn King        | 5. runda 2010 | 3 x T20 (180) | 3 x T20 (180)      | T20, T19, D12 (141) | Gary Anderson      | 8–9   |
| Gary Anderson      | 3. runda 2012 | 3 x T20 (180) | 3 x T20 (180)      | T20, T19, D12 (141) | Davey Dodds        | 9–3   |
| Wes Newton         | 4. runda 2013 | 3 x T20 (180) | 3 x T20 (180)      | T20, T19, D12 (141) | Adrian Lewis       | 8–9   |
| Michael van Gerwen | 4. runda 2016 | 3 x T20 (180) | 3 x T20 (180)      | T20, T19, D12 (141) | Rob Cross          | 9–5   |
| Jonny Clayton      | 6. runda 2020 | 3 x T20 (180) | 3 x T20 (180)      | T20, T19, D12 (141) | Chris Dobey        | 10–8  |
| Michael van Gerwen | Półfinał 2020 | 3 x T20 (180) | 3 x T20 (180)      | T20, T19, D12 (141) | Daryl Gurney       | 11–3  |
| Sebastian Białecki | 1. runda 2021 | 3 x T20 (180) | 3 x T20 (180)      | T20, T19, D12 (141) | Jim McEwan         | 6–2   |
| Jitse van der Wal  | 2. runda 2021 | 3 x T20 (180) | 3 x T20 (180)      | T20, T19, D12 (141) | Sebastian Białecki | 3–6   |
| José Justicia      | 3. runda 2022 | 3 x T20 (180) | 3 x T20 (180)      | T20, T19, D12 (141) | Adam Gawlas        | 5–6   |
| James Wade         | 6. runda 2022 | 3 x T20 (180) | 3 x T20 (180)      | T20, T19, D12 (141) | Bors Krčmar        | 10–8  |
| Michael Smith      | 6. runda 2022 | 3 x T20 (180) | 3 x T20 (180)      | T20, T19, D12 (141) | Mensur Suljović    | 10–9  |

### Najlepsze średnie meczowe
| Najlepsze średnie jednego meczu w turnieju UK Open | Najlepsze średnie jednego meczu w turnieju UK Open | Najlepsze średnie jednego meczu w turnieju UK Open | Najlepsze średnie jednego meczu w turnieju UK Open | Najlepsze średnie jednego meczu w turnieju UK Open |
| Średnia                                            | Zawodnik                                           | Runda i rok                                        | Rywal                                              | Wynik                                              |
| -------------------------------------------------- | -------------------------------------------------- | -------------------------------------------------- | -------------------------------------------------- | -------------------------------------------------- |
| 118.66                                             | Phil Taylor                                        | 4. runda 2010                                      | Kevin Painter                                      | 9–0                                                |
| 115.62                                             | Phil Taylor                                        | Ćwierćfinał 2009                                   | Mark Lawrence                                      | 10–0                                               |
| 115.51                                             | Phil Taylor                                        | 4. runda 2009                                      | Ken Mather                                         | 9–3                                                |
| 114.91                                             | Michael van Gerwen                                 | 5. runda 2015                                      | Kim Huybrechts                                     | 9–2                                                |
| 114.54                                             | Phil Taylor                                        | 5. runda 2008                                      | Wes Newton                                         | 9–3                                                |
| 113.05                                             | Phil Taylor                                        | Półfinał 2010                                      | Denis Ovens                                        | 10–5                                               |
| 111.67                                             | Phil Taylor                                        | 5. runda 2015                                      | Vincent van der Voort                              | 9–3                                                |
| 110.88                                             | Peter Wright                                       | Ćwierćfinał 2017                                   | Raymond van Barneveld                              | 10–8                                               |
| 110.81                                             | Michael van Gerwen                                 | Ćwierćfinał 2020                                   | Rob Cross                                          | 10–4                                               |
| 110.72                                             | Phil Taylor                                        | 5. runda 2012                                      | Ronnie Baxter                                      | 9–4                                                |

| Najlepsze średnie w jednym turnieju (min. 3 mecze) | Najlepsze średnie w jednym turnieju (min. 3 mecze) | Najlepsze średnie w jednym turnieju (min. 3 mecze) | Najlepsze średnie w jednym turnieju (min. 3 mecze) | Najlepsze średnie w jednym turnieju (min. 3 mecze) |
| Średnia                                            | Zawodnik                                           | Rok                                                | Wynik                                              |                                                    |
| -------------------------------------------------- | -------------------------------------------------- | -------------------------------------------------- | -------------------------------------------------- | -------------------------------------------------- |
| 107.82                                             | Phil Taylor                                        | 2015                                               | Ćwierćfinał                                        |                                                    |
| 107.38                                             | Phil Taylor                                        | 2009                                               | Zwycięstwo                                         |                                                    |
| 106.81                                             | Phil Taylor                                        | 2013                                               | Zwycięstwo                                         |                                                    |
| 106.43                                             | Phil Taylor                                        | 2010                                               | Zwycięstwo                                         |                                                    |
| 105.57                                             | Michael van Gerwen                                 | 2015                                               | Zwycięstwo                                         |                                                    |

### Występy Polaków
| Rok  | Zawodnik           | Wynik       | Bilans |
| 2018 | Krzysztof Ratajski | 5. runda    | 2–1    |
| 2019 | Krzysztof Ratajski | 6. runda    | 3–1    |
| 2019 | Tytus Kanik        | 2. runda    | 0–1    |
| 2020 | Krzysztof Ratajski | 4. runda    | 0–1    |
| 2020 | Krzysztof Kciuk    | 1. runda    | 0–1    |
| 2021 | Krzysztof Ratajski | Ćwierćfinał | 2–1    |
| 2021 | Sebastian Białecki | 4. runda    | 3–1    |
| 2021 | Krzysztof Kciuk    | 2. runda    | 1–1    |
| 2022 | Sebastian Białecki | Ćwierćfinał | 6–1    |
| 2022 | Krzysztof Kciuk    | 4. runda    | 2–1    |
| 2022 | Radek Szagański    | 2. runda    | 1–1    |
| 2022 | Krzysztof Ratajski | 4. runda    | 0–1    |
| 2023 | Radek Szagański    | 3. runda    | 1–1    |
| 2023 | Krzysztof Ratajski | 4. runda    | 0–1    |
| 2023 | Krzysztof Kciuk    | 2. runda    | 0–1    |
| 2023 | Sebastian Białecki | 1. runda    | 0–1    |
| 2024 | Krzysztof Ratajski | 5. runda    | 1–1    |
| 2024 | Radek Szagański    | 1. runda    | 0–1    |
| 2024 | Sebastian Białecki | 1. runda    | 0–1    |
| 2025 | Krzysztof Ratajski | 6. runda    | 2–1    |
| 2025 | Radek Szagański    | 4. runda    | 2–1    |
| 2025 | Sebastian Białecki | 3. runda    | 2–1    |
| 2025 | Tytus Kanik        | 1. runda    | 0–1    |